# Движение женщин Индонезии
Движение женщин Индонезии (индон. Gerakan Wanita Indonesia, Gerwani) — женская организация Коммунистической партии Индонезии, действовавшая в 1950-1960-х годах. Была основана в 1950 году, к 1957 году в ней состояло более 650 000 членов. Несмотря на близкие связи с компартией, Gerwani была самостоятельной организацией, выступавшей с социалистическими и феминистическими требованиями, включая реформу брачного права и прав трудящихся, а также поддерживающая сторонников индонезийского национализма. После восстания 30 сентября 1965 года Движение женщин Индонезии было запрещено, многие её члены убиты. Президент Сухарто часто представлял эту организацию как образец безнравственности, которая, по его мнению, царила в индонезийском обществе до 1965 года.

## История организации
Предшественница Gerwani — организация Gerwis была основана в июне 1950 года в результате объединения шести женских организаций, действовавших на острове Ява, впоследствии к ней присоединились другие организации из разных районов Индонезийского архипелага. У Движения женщин было множество филиалов по всей стране и главная штаб-квартира в Семаранге (также известном как «Красный город» из-за большого влияния на него левых организаций).
На протяжении всей истории Gerwani в ней была внутренняя напряжённость между «коммунистическим» крылом, одобряющим ассоциацию Движения женщин с компартией, и «феминистическим» крылом, требовавшим большей самостоятельности. Однако, эта напряжённость никогда не перерастала в открытое столкновение.
В начальный период своей деятельности Gerwani организовала кампании, направленные на изменение индонезийского законодательства и уравнивание мужчин и женщин в правах. Наибольший акцент делался на реформу брачного права, которое ограничивало женщин в праве наследования недвижимости и разрешало полигамные браки. В местном масштабе организация оказывала помощь женщинам, которые подверглись насилию и разводились со своими мужьями. Большая часть членов Gerwani принадлежало к среднему классу, но организация вела широкую пропаганду среди рабочего класса и крестьянства.
В начале 1960-х годов Gerwani увеличила своё влияние на ситуацию в стране, значительно окрепли её связи с КПИ, при этом уменьшилось влияние «феминистского крыла». Организация стала активно сотрудничать с президентом Сукарно, который проявлял уважение к её политике, несмотря на разногласия относительно многожёнства индонезийского президента, казавшееся многим членам Gerwani чудовищным. В 1965 году в организации состояло около 1,5 миллиона членов.

## Разгром
После восстания 30 сентября 1965 года Gerwani вместе с другими левыми партиями и организациями была запрещена. Представители военных кругов утверждали, что члены Движения женщин оказывали содействие «Движению 30 сентября», а кроме того — танцевали на публике в голом виде, кастрировали мужчин и совершали другие подобные развратные действия. Большая часть современных историков считают эти утверждения ложными. Тысячи членов Gerwani были изнасилованы и убиты в ходе антикоммунистических репрессий в середине 1960-х годов.